# Гражина Аугусцік
Гражина Аугусцік (пол. Grażyna Auguścik; 17 серпня 1955, Слупськ) — польська вокалістка, аранжувальник, композитор, продюсер і лідер власного колективу. Понад 30 років живе у США, співпрацює з провідними джазовими музиками. Виконує твори, пов'язані із класичною музикою, польськими народними творами, латиною, лондонським андерґраундом.

## Кар'єра
Після завершення студій у Польщі та запису першого альбому Sunrise Sunset у 1988 році вступила до престижного музичного коледжу Берклі у Бостоні. У 1992 році отримала диплом з рук Філа Коллінза та Ела Джеро. 
З 1994 року живе у Чикаго, де багато концертує, бере учать у джазових та андерґраундових проектах, записах інших виконавців, провадить власний лейбл у GMARecords. Записала та випустила 19 сольних альбомів, 11 з яких у своїй власній компанії. У більше як 20 проектах брала участь як запрошений виконавець. Двічі виступала на одному з найбільших джазових фестивалів у світі Chicago Jazz Festival та багатьох інших престижних джазових імпрезах. У листопаді 2017 року була учасником  шостого міжнародного фестивалю «Відкриваємо Падеревського» у Львові.
За результатами опитування Jazz Forum Magazine 5 разів отримувала звання кращої джазової співачки. Її проект Chopin World Sound був визнаний критиками Chicago Tribune однією з 10 найважливіших подій за останні 30 років у Чикаго.

## Дискографія

### Авторські альбоми
- Sunrise Sunset, 1988)
- Kolędy polskie (1996; з Урсулою Дудзяк)
- Don't Let Me Go (1996)
- Pastels (1998; з Богданом Головня)
- Fragile (2000; з Пауліно Гарсія)
- To i Hola (2000;з Урсулою Дудзяк)
- River (2001)
- PastForward (2003)
- The Light (2005)
- Lulajże (The Lullaby For Jesus) (2005)
- Live sounds live (2007)
- Andança (2008; з Пауліно Гарсія)
- Bee (2010)
- Personal selection (2011)
- The Beatles Nova (2011, з Пауліно Гарсія)
- Man behind the sun (2012, пісні Ніка Дрейка)
- Orchestar - Inspired by Lutosławski (2014)

### Сингли
- Spoza nas (з Пауліно Гарсія) (2008)

### Ремікси
- Enigma Device”  Reunified EP – Super Bro (2005)
- Peabody & Sherman  HOTBOXING NICORETTE – Super Bro (2004)
- Peabody & Sherman – Remixes   LP  – Super Bro (2003)
- Amsterdam Nights: A Collection Of Dutch Club Grooves –  Varese Records (2003)
- “Bali Bar Episode 2” – Shaoline Music (2002)
- “Bossa House n¹ Breaks” – King Sounds Records (2001)
- “First Flight EP” – Elevation Recordings (2001)
- “Space Lab Yellow: Phase 1” – Ibadan (2001)
- “Ascension Dimension, Vol. 2” Stereo Deluxe (stu) Ascension (2000)

| - The Intuition Orchestra - FROMM - MTJ (2012) - Jan Bokszczanin "KOMEDA - Inspirations" - (2010) - Sienna Gospel Choir - Kolędy (2008) - Patricia Barber “Mythologies” – Blue Note Records (2006) - Rope " Heresy, And Then Nothing But Tears" – Family Vineyard (2006) - John McLean “Welcom Everything Guitar Madness” – JohnMcLeanMusic (2005) - The Cracow Klezmer Band “Sanatorium Under the Sign of the Hourglass” – Tzadik (2005) - “BEE KINIOR & AUGUSTA” - FLAP-ART (2005) - The Cracow Klezmer Band “Bereshit” – Tzadik (2003) - “Batizado” Scottinho – Scott Anderson (2003) - “Widow's First Dawn” Rope - Family Vineyard (2003) - “MEETING FLAP NANG-PA” - FLAP-ART (2001) - Gephart Long Quartet “Corners” Gephart/Long Records (2000) - “The City of Strangers” - Sepia Records (2000) - “The Surrender” - Sepia Records (2000) - “Primordial Passage” – vinyl Peacefrog Records – London (1999) - “Primordial Passage” – CD Peacefrog Records – London (1999) - “The Sacred Spaces Ep” - Underground Evolution Records (1999) - Fernando Huergo “Living these Times” – Browstone Records (1998) - “Women Who Swing Chicago” – Big Chicago Records (1998) - Elżbieta Adamiak Do Wenecji stąd dalej co dzień (1986) - Leszek Winder Blues forever (1986) |